# ラフェー (ドイツの歌手)

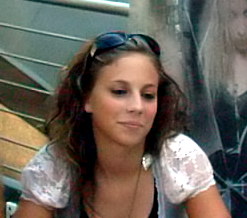
ラフェー（2006年）

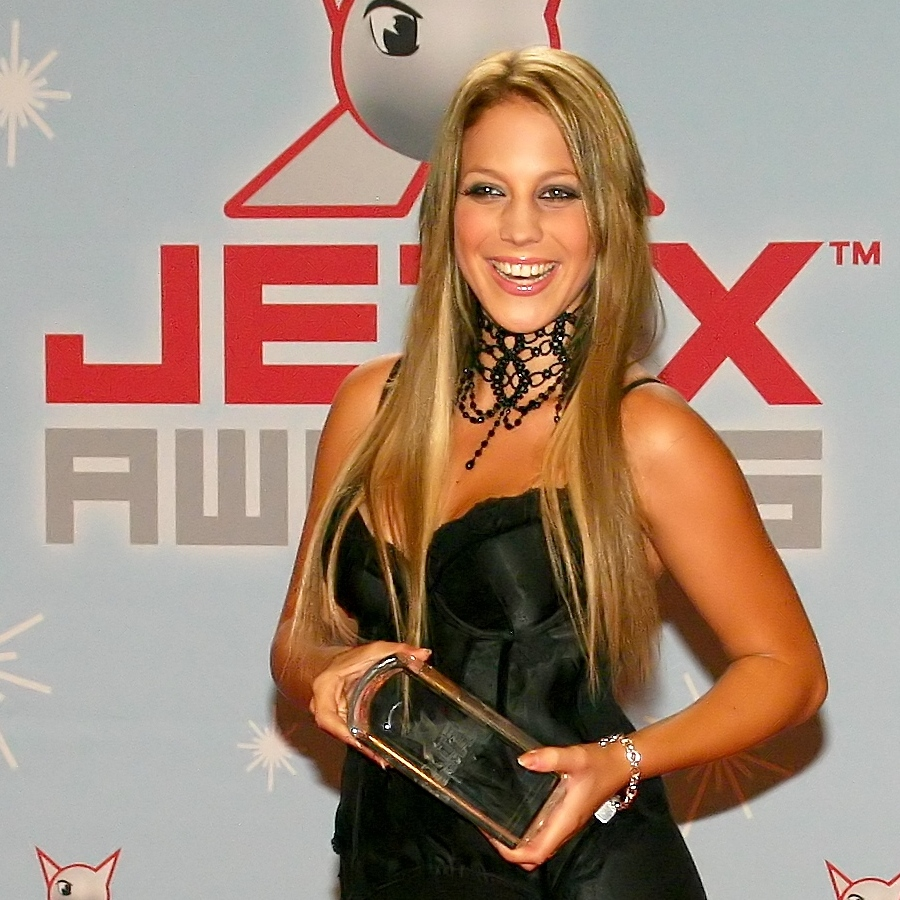
ラフェー（2008年）

ラフェー（Lafee、出生名：クリスティーナ・クライン；Christina Klein、1990年12月9日 - ）は、ドイツのシンガーソングライター、歌手、女優、モデル。ヨーロッパ、特にドイツ語圏で人気があり、100万枚以上のレコード売上を記録している。

## 生い立ち
ノルトライン＝ヴェストファーレン州アーヘン・シュトルベルクの地区のBüsbach近くで生まれた。父ベルント・クラインはドイツ人、母ケリアクーラはギリシャ人で、家族には兄アンドレアスがいる。9歳のとき、彼女はデモテープをテレビ番組に送り始め、そのうちの3つに出演するようになった。2004年9月、13歳の時にでオーストリアの子供向けTV歌唱コンテストのKiddy Contestに参加し、バリー・マニロウの「哀しみのマンディ」のパロディ曲を演奏した。このテレビ出演が、ドイツの音楽プロデューサーであるBob Arnzの目に留まり彼女のデビューが決まった。

## キャリア

### 2005年–2008年：デビュー成功とセカンド・アルバム
15才で音楽キャリアを開始し、以来、雑誌『Bravo』と音楽チャンネルVIVAによってサポートを受けた。2006年、ファースト・シングル「Virus」をリリース、ドイツとオーストリアの両方のシングルチャートで14位を記録した。続くシングル「Prinzesschen (Little princess)」はドイツのチャートで11位を記録、「Was ist das (What is that)」、「Mitternacht (Midnight)」 もドイツとオーストリアのチャートでチャートインした。これらのシングルのヒットもあり、デビュー・アルバム『LaFee』もドイツとオーストリアのチャートでチャートで1位を獲得した。
2007年7月6日に2枚目のアルバム『Jetzt erst recht (Now more than ever)』をリリース。リード・シングル「Heul doch (Keep crying)」を2007年にリリースした。アルバムは、イタリアとフランスのアルバムチャートにもチャートインし、ドイツではプラチナ、オーストリアではゴールド認定を受けた。シングル「Beweg dein Arsch（Move your ass）」はドイツのチャートで21位を記録、 シングル「Wer bin ich（(Who am I) ）」はドイツで25位、オーストリアのシングルチャートで41位を記録した。
2006年11月から2007年の春まで放送された『Nina's Welt』にて俳優デビューをし、また、RTLテレビジョンのメロドラマ『Gute Zeiten, schlechte Zeiten』に出演した。2006年12月31日、ベルリンのブランデンブルク門での大晦日のギグを行い、番組は100万人以上に視聴された。2007年8月25日にも、ブランデンブルク門での野外イベントの一環として11万9000人の前でギグを行った。
さらに、彼女はエコー賞の最優秀女性シンガー、ブラボー・ゴールド・オットー賞のベスト・ポップ女性歌手、JETIXキッズの最優秀ソロ・アクトを受賞した。

### 2008年–2009年：英語アルバム『シャット・アップ』と『Ring frei』
2008年に初の英語アルバム『シャット・アップ』をリリース。これには、アルバム『LaFee』と『Jetzt erst recht』の曲の翻訳版が含まれており、最初のシングル「Shut Up」は「Heul Doch」の英語版で、ドイツのシングルチャートで93位と、ラフェーによる最低のチャートイン記録となった。アルバムは10万枚を売り上げたものの、最も売り上げの少ないアルバムとなった。アルバムはオーストリアで31位、ドイツで21位を獲得した。「Shut up」は、2008年5月30日の音楽祭『The Dome』で初めて演奏された。
アルバム『Ring frei』からの先行シングル「Ring frei (Clear the ring)」が2008年11月21日にリリースされ、ドイツで22位を記録した。アルバム『Ring frei』は2009年1月2日にリリースされ、ドイツのアルバムチャートで6位、スイスのアルバムチャートで21位、オーストリアのアルバムチャートで5位を記録し、世界中で10万枚を超える売上を記録した。2009年にはドイツ、オーストリア、スイスへのツアーを行ったが、ツアーの終了後、初めて活動を一時休止することを発表した。 それに伴いベスト・アルバム『Best Of – LaFee』が2009年11月にリリースされた。本作では「Der Regenfällt」の再録音バージョンが、リード・シングルとしてリリースされたが、ドイツのチャートで94位を記録したのみとなり、アルバムは明らかな失敗となった。活動休止により、バンドメンバーも2009年12月に彼女のバンドを去り、マネージャーのBob Arnzのみがバンドに残った。

### 2011年：アルバム『Ich Bin』と『Frei』
2011年6月10日に新しいシングル「Ich bin（I Am）」が発売され、ニュー・アルバム『Frei』が2011年7月1日にリリースされた。
ドイツの雑誌『Bild』のインタビューで、この新しいアルバムは彼女にとって本当に重要であること、また、活動休止の理由は、家族と友人に会えない生活に疲れたためだと説明した。仕事を始めたときはまだティーンエイジャーで、考える時間もないまま速く時間が経過したため、いつも普段の自分になれる時間が必要で、疲れから彼女は何日も眠ることしか考えられなかったと語った。チーム、バンド、マネージャーと決別し、レーベルに契約を変更するように頼んだところ、幸運にも彼らは同意してくれたと語った。

### 2012年-現在：俳優活動とカムバック
2012年以降は、音楽活動以外の活動を精力的に行うようになった。
2012年3月末まで、ARDとZDFによる音楽番組『KiKa Show Dein Song』に音楽スポンサーとして参加した。
2012年5月11日に長編映画『ハンニ&ナンニ2』のタイトル曲をシングルとしてリリース。
2012年9月ドイツ語版『プレイボーイ』の表紙を飾った。
2012年11月中旬から12月末まで、エッセンにてミュージカル『クリスマス・キャロル』に出演し、天使とベルの役を演じた。
2014年10月22日から2017年10月23日まで、RTLテレビジョンのメロドラマ『Alles was zählt』でIva Lukowskiの役を演じた。
2014年11月14日、自伝『Frei』を発売、過去の伝記『LaFee』とは対照的に、彼女は著者として関与している。
2015年以降、『Alles was zählt』シリーズのIva Lukowski役として合計8曲の新曲をリリース。2015年3月リリースの「Was Bleibt」が4年ぶりにドイツのシングルチャートにチャートインした。
2020年7月15日、自身のInstagramアカウントを通じて、プロデューサーのクリスチャン・ゲラーは、ラフェーがレコーディング・スタジオに戻ることを発表した。
2021年2月26日、マドンナの「マテリアル・ガール」のカバー・バージョンであるシングル「(Ich bin ein) Material Gir」 がリリースされた。2月27日には、ドイツ公共放送連盟ARDの『Schlager champions』に10年ぶりに出演を果たす。
4月30日、セカンド・シングル「Halt mich fest」（A-haの「Take On Me」のドイツ語カバー）を、ミュージック・ビデオと共にリリース。5月には、スタジオ・アルバムの発売を発表する。
2021年8月20日、10年ぶりとなるスタジオ・アルバム『Zurück in die Zukunft』（バック・トゥ・ザ・フューチャー）がリリースされた。限定ファン・ボックスには、ポスター、サインカードと、新しい歌詞により再録音された過去の数曲を含む『Zurück in die Vergangenheit』（バック・トウ・ザ・パスト）と呼ばれるボーナスCDが含まれている。アルバムチャートで7位にランクインし、12年ぶりとなるアルバムチャートのトップ10入りを果たした。

## ディスコグラフィ

### スタジオ・アルバム
| 年                                                                            | アルバム | 最高位 | 最高位 | 最高位 | 最高位 | 認定                                        |
| 年                                                                            | アルバム | GER    | AUT    | FRA    | SWI    | 認定                                        |
| ----------------------------------------------------------------------------- | --- | ------ | ------ | ------ | ------ | ------------------------------------------- |
| 2006                                                                          | LaFee - Released: 22 June 2006 - Label: Capitol - Formats: CD, digital download                             | 1      | 1      | —      | 19     | - GER: Platinum - AUT: Platinum - SWI: Gold |
| 2007                                                                          | Jetzt erst recht - Released: 6 July 2007 - Label: Capitol - Formats: CD, digital download                   | 1      | 1      | 79     | 14     | - GER: Platinum - AUT: Gold                 |
| 2008                                                                          | 『シャット・アップ』 - Shut Up - Released: 27 June 2008 - Label: Capitol - Formats: CD, digital download    | 21     | 31     | —      | —      |                                             |
| 2009                                                                          | Ring frei - Released: 2 January 2009 - Label: Capitol - Formats: CD, digital download                       | 6      | 5      | 185    | 21     | - AUT: Gold                                 |
| 2011                                                                          | Frei - Released: 19 August 2011 - Label: Capitol - Formats: CD, digital download                            | 14     | 21     | —      | 34     |                                             |
| 2021                                                                          | Zurück in die Zukunft - Released: 20 August 2011 - Label: Telamo - Formats: CD, digital download, streaming | 7      | 14     | —      | 54     |                                             |
| "—" denotes a title that did not chart or was not released in that territory. | |        |        |        |        |                                             |

### コンピレーション・アルバム
| 年   | アルバム                                                                                               | 最高位 | 最高位 | 最高位 | 最高位 | 認定             |
| 年   | アルバム                                                                                               | GER    | AUT    | SWI    | FR     | 認定             |
| ---- | --- | ------ | ------ | ------ | ------ | ---------------- |
| 2009 | Best Of - LaFee - Released: November 27, 2009 - Label: Capitol Records - Formats: CD, digital download | —      | —      | —      | —      | - Sales: +20.000 |

### シングル
| 年                                                                            | タイトル                 | 最高位 | 最高位 | 最高位 | 収録アルバム      |
| 年                                                                            | タイトル                 | GER    | AUT    | SWI    | 収録アルバム      |
| ----------------------------------------------------------------------------- | ------------------------ | ------ | ------ | ------ | ----------------- |
| 2006                                                                          | "Virus"                  | 14     | 14     | 70     | LaFee             |
| 2006                                                                          | "Prinzesschen"           | 11     | 10     | 25     | LaFee             |
| 2006                                                                          | "Was ist das"            | 17     | 25     | 59     | LaFee             |
| 2006                                                                          | "Mitternacht"            | 23     | 23     | —      | LaFee             |
| 2007                                                                          | "Heul doch"              | 3      | 6      | 25     | Jetzt erst recht  |
| 2007                                                                          | "Beweg dein Arsch"       | 22     | 35     | 87     | Jetzt erst recht  |
| 2007                                                                          | "Wer bin ich"            | 25     | 41     | —      | Jetzt erst recht  |
| 2008                                                                          | "Shut Up"                | —      | —      | —      | Shut Up           |
| 2008                                                                          | "Ring frei"              | 22     | 31     | —      | Ring frei         |
| 2009                                                                          | "Scheiss Liebe"          | 44     | 63     | —      | Ring frei         |
| 2009                                                                          | "Der Regen fällt" (2009) | 94     | —      | —      | Best of LaFee     |
| 2011                                                                          | "Ich Bin"                | 80     | 53     | —      | Frei              |
| 2011                                                                          | "Leben wir jetzt"        | -      | —      | —      | Frei              |
| 2012                                                                          | "Zeig Dich!"             | —      | —      | —      | Hanni & Nanni OST |
| 2015                                                                          | "Was bleibt"             | 75     | —      | —      |                   |
| 2015                                                                          | "Die ganze Welt"         | —      | —      | —      |                   |
| 2015                                                                          | "Hysteria"               | —      | —      | —      |                   |
| 2015                                                                          | "So gut!"                | —      | —      | —      |                   |
| 2015                                                                          | "Dein Geschenk"          | —      | —      | —      |                   |
| 2016                                                                          | "Ich gehör nur mir!"     | —      | —      | —      |                   |
| 2016                                                                          | "Schwarze Tränen"        | —      | —      | —      |                   |
| 2017                                                                          | "Kämpferherz"            | —      | —      | —      |                   |
| 2018                                                                          | "Kartenhaus"             | —      | —      | ー     | TBA               |
| "—" denotes a title that did not chart or was not released in that territory. |                          |        |        |        |                   |